# 1951년 아시안 게임 농구
제1회 아시안 게임 농구 경기는 1951년 인도 뉴델리에서 진행되었다. 아시아 다섯 나라 팀이 참가해 라운드 로빈 방식으로 순위를 가렸다.

## 경기 결과
| 팀     | 승점 | 승 | 패 |
| ------ | ---- | -- | -- |
| 필리핀 | 8    | 4  | 0  |
| 일본   | 7    | 3  | 1  |
| 이란   | 6    | 2  | 2  |
| 인도   | 5    | 1  | 3  |
| 버마   | 4    | 0  | 4  |

| 1951년 3월 |

|  |

| 필리핀 vs. 버마 |

| 1951년 3월 |

|  |

| 일본 vs. 이란 |

| 1951년 3월 |

|  |

| 인도 vs. 이란 |

| 1951년 3월 |

|  |

| 일본 vs. 버마 |

| 1951년 3월 |

|  |

| 이란 vs. 필리핀 |

| 1951년 3월 |

|  |

| 일본 vs. 인도 |

| 1951년 3월 |

|  |

| 인도 vs. 버마 |

| 1951년 3월 |

|  |

| 필리핀 vs. 일본 |

| 1951년 3월 |

|  |

| 인도 vs. 필리핀 |

| 1951년 3월 |

|  |

| 버마 vs. 이란 |